# Nonell de la neu
En la mitologia catalana, en Nonell de la neu era un xicot de gran bellesa, amb barba poblada i llargs cabells rossos. La seva veu enamorava i era tan ben plantat que no se li resistia cap noia.
Durant la seva joventut va donar la seva paraula de casament fins a set vegades a diferents donzelles, però de totes elles sempre se n'oblidà. A causa d'això, les noies morien de tristor una rere l'altre sense que en Nonell ni tan sols ho sabés.
Però un dia es trobà al bosc amb una jove bellíssima de cabells foscos amb la pell tan blanca com la neu que estranyament no es va enamorar d'ell a primer cop de vista. En Nonell li proposà matrimoni aquesta vegada totalment convençut que havia trobat el seu veritable amor. La noia però li va dir que si es volia casar amb ella, hauria de ser capaç de guanyar-la en una cursa de velocitat tenint en compte que ella la faria muntant a cavall.
En Nonell ho acceptà tot confiant en la seva victòria, però quan feia una bona estona que l'empaitava sobre la neu tova caiguda hores abans, començà a esbufegar de cansament tot intentant recuperar l'alè. Llavors la mossa amb una dolça veu li cantà:
| « | "En matares una, en matares dues, en matares tres, en matares quatre, en matares cinc, en matares sis, en matares set però l'octava no mataràs, que per ella moriràs". | » |

Nonell, en escoltar això i veient que finalment moriria ofegat per causa de la cursa, va embogir i en un intent desesperat per sobreviure i al mateix temps no perdre, es va maleir a si mateix. En fer-ho, es va transformar en un gran gos per poder córrer més i encalçar la noia.
No se sap si finalment aconseguí guanyar a la noia, tampoc si es van tornar a trobar, però de llavors ençà que en Nonell està maleït. Sembla que ha superat amb escreix la vida normal de qualsevol home i no se sap si finalment morirà de vell o per contra romandrà maleït per sempre més. El que sí que és cert és que sempre viatja per les muntanyes sota la forma d'un gran gos llanut de la mida d'un cavall. El seu pelatge és llis i llarg i tan blanc i brillant com la mateixa neu. Quan jeu sobre la neu és molt difícil veure'l, ja que tot ell s'hi confon. Només és possible distingir-ne el musell i els ulls que són d'un negre fosc que contrasta amb l'entorn blanc. Sempre apareix poc després de la primera nevada que es dona en un indret muntanyós, perquè en realitat és ell mateix el qui porta la neu d'un lloc a l'altre.

## Altres referents
La llegenda d'en Nonell de la neu és obra de Joan Amades que la va adaptar de la història de la Senyoreta i el jándalo de la mitologia càntabra. Està emparentat amb el Basajaun basc i similar al Ieti o abominable home de les neus. És considerat com a pacífic i que quan s'acosta als ramats les seves esquelles sonen i poden dormir tranquil·les perquè saben que el Nonell les protegeix.